# Saint-Martin-de-Queyrières
Saint-Martin-de-Queyrières település Franciaországban, Hautes-Alpes megyében. Lakosainak száma 1122 fő (2022. január 1.). Saint-Martin-de-Queyrières L’Argentière-la-Bessée, Puy-Saint-André, La Roche-de-Rame, Les Vigneaux, Villar-Saint-Pancrace és Vallouise-Pelvoux községekkel határos.

## Népesség
A település népessége az elmúlt években az alábbi módon változott:
| Lakosok száma | 485  | 524  | 707  | 1108 | 1086 | 1131 | 1130 | 1128 | 1127 | 1122 |
|               | 1968 | 1982 | 1990 | 2006 | 2013 | 2015 | 2017 | 2019 | 2020 | 2022 |